# 春日家
春日家（かすがけ）は、公家の家名である。

## 春日家（宇多源氏）
宇多源氏五辻家流で源時方の後裔である地下家の家名。久我家の家人であった源仲基を祖とする。室町時代には仲興・仲重と二代続けて従三位に昇り公卿を輩出するが、二度に亘り断絶。江戸時代に入り仲見が地下家として再興し、代々久我家諸大夫を勤めた。

## 春日家（村上源氏）
村上源氏北畠家流で北畠親房の子顕信（春日左少将）、及び顕時（春日中将）（親房の子または親房の弟冷泉持房の孫）が春日を号した。また、春日顕国（春日侍従）（源信雅の後裔源顕行の子か）も同様に春日を号した。それぞれ南北朝時代に南朝方の武将として転戦したが、南朝の衰微により中央貴族としての子孫は残らなかった。後に武家となった。

## 春日家（藤原北家魚名流）
藤原北家魚名流六条家庶流で、藤原顕輔の曾孫家季を祖とする。鎌倉時代に家季・季範・顕範と三代に亘り公卿に列したが、南北朝時代に断絶した。